# Valencia Club de Fútbol 2023-2024
Questa voce raccoglie le informazioni riguardanti il Valencia Club de Fútbol nelle competizioni ufficiali della stagione 2023-2024.

## Maglie e sponsor
| Casa | Trasferta | Terza divisa |

## Rosa
Rosa aggiornata al 2 ottobre 2023 
 In corsivo i calciatori ceduti durante la stagione
| N. |                            | Ruolo | Calciatore           |
| -- | -------------------------- | ----- | -------------------- |
| 1  | Spagna (bandiera)          | P     | Jaume Doménech       |
| 3  | Spagna (bandiera)          | D     | Cristhian Mosquera   |
| 4  | Francia (bandiera)         | D     | Mouctar Diakhaby     |
| 5  | Brasile (bandiera)         | D     | Gabriel Paulista     |
| 6  | Spagna (bandiera)          | D     | Hugo Guillamón       |
| 7  | Spagna (bandiera)          | A     | Sergi Canós          |
| 8  | Spagna (bandiera)          | C     | Javi Guerra          |
| 9  | Spagna (bandiera)          | A     | Hugo Duro            |
| 10 | Portogallo (bandiera)      | C     | André Almeida        |
| 11 | Rep. Dominicana (bandiera) | D     | Peter González       |
| 12 | Portogallo (bandiera)      | D     | Thierry Correia      |
| 13 | Spagna (bandiera)          | P     | Cristian Rivero      |
| 14 | Spagna (bandiera)          | D     | José Gayà (capitano) |
| 15 | Turchia (bandiera)         | D     | Cenk Özkacar         |

| N. |                    | Ruolo | Calciatore           |
| -- | ------------------ | ----- | -------------------- |
| 16 | Spagna (bandiera)  | A     | Diego López          |
| 17 | Ucraina (bandiera) | A     | Roman Yaremchuk      |
| 18 | Spagna (bandiera)  | C     | Pepelu               |
| 19 | Marocco (bandiera) | C     | Selim Amallah        |
| 20 | Francia (bandiera) | D     | Dimitri Foulquier    |
| 21 | Spagna (bandiera)  | D     | Jesús Vázquez        |
| 22 | Spagna (bandiera)  | A     | Alberto Marí         |
| 23 | Spagna (bandiera)  | C     | Fran Pérez           |
| 25 | Georgia (bandiera) | P     | Giorgi Mamardashvili |
| 27 | Spagna (bandiera)  | C     | Pablo Gozálbez       |
| 30 | Spagna (bandiera)  | A     | Hugo González        |
| 34 | Spagna (bandiera)  | D     | Yarek Gasiorowski    |
| 36 | Spagna (bandiera)  | A     | Mario Domínguez      |

## Calciomercato

### Sessione estiva[3]
| Acquisti         | Acquisti        | Acquisti        | Acquisti                 |
| R.               | Nome            | da              | Modalità                 |
| ---------------- | --------------- | --------------- | ------------------------ |
| D                | Cenk Özkacar    | Olympique Lione | definitivo (5 milioni €) |
| C                | Pepelu          | Levante         | definitivo (5 milioni €) |
| A                | Sergi Canós     | Brentford       | definitivo (250 mila €)  |
| C                | Selim Amallah   | Real Valladolid | prestito (150 mila €)    |
| A                | Roman Yaremchuk | Club Bruges     | prestito                 |
| Altre operazioni |                 |                 |                          |
| R.               | Nome            | a               | Modalità                 |
| C                | Uroš Račić      | Braga           | fine prestito            |
| D                | Jorge Sáenz     | Leganés         | fine prestito            |
| C                | Koba Koindredi  | Real Oviedo     | fine prestito            |

| Cessioni         | Cessioni        | Cessioni        | Cessioni                   |
| R.               | Nome            | a               | Modalità                   |
| ---------------- | --------------- | --------------- | -------------------------- |
| C                | Yunus Musah     | Milan           | definitivo (20 milioni €)  |
| C                | Uroš Račić      | Sassuolo        | definitivo (2,2 milioni €) |
| A                | Marcos André    | Real Valladolid | definitivo (1,8 milioni €) |
| D                | Jorge Sáenz     | Leganés         | definitivo (400 mila €)    |
| A                | Edinson Cavani  | Boca Juniors    | gratuito                   |
| D                | Toni Lato       | Maiorca         | gratuito                   |
| P                | Iago Herrerín   | AEK Larnaca     | gratuito                   |
| A                | Samu Castillejo | Sassuolo        | prestito                   |
| D                | Eray Cömert     | Nantes          | prestito                   |
| C                | Koba Koindredi  | Estoril Praia   | prestito                   |
| Altre operazioni |                 |                 |                            |
| R.               | Nome            | a               | Modalità                   |
| D                | Samuel Lino     | Atlético Madrid | fine prestito              |
| A                | Justin Kluivert | Roma            | fine prestito              |
| C                | Nico González   | Barcellona      | fine prestito              |
| D                | Cenk Özkacar    | Olympique Lione | fine prestito              |
| C                | Ilaix Moriba    | RB Lipsia       | fine prestito              |

### Sessione invernale[4]
| Acquisti | Acquisti       | Acquisti         | Acquisti |
| R.       | Nome           | da               | Modalità |
| -------- | -------------- | ---------------- | -------- |
| A        | Peter González | Real M. Castilla | prestito |

| Cessioni | Cessioni         | Cessioni        | Cessioni |
| R.       | Nome             | a               | Modalità |
| -------- | ---------------- | --------------- | -------- |
| D        | Gabriel Paulista | Atlético Madrid | gratuito |

## Risultati

### Primera División

#### Girone di andata
| Arbitro: | José María Sánchez Martínez |

|               |           |                         |
| En-Nesyri 69’ | Marcatori | 60’ Diakhaby 88’ Guerra |

| Arbitro: | Javier Iglesias Villanueva |

|                   |           |  |
| Pepelu 73’ (rig.) | Marcatori |  |

| Arbitro: | Juan Luis Pulido Santana |

|          |           |                         |
| Duro 80’ | Marcatori | 24’ Oroz 90+5’ I. Vidal |

| Arbitro: | Pablo González Fuertes |

|                   |           |  |
| Özkacar 6’ (aut.) | Marcatori |  |

| Arbitro: | Jesus Gil Manzano |

|                         |           |  |
| Duro 5’, 34’ Guerra 54’ | Marcatori |  |

| Arbitro: | Mateo Busquets Ferrer |

|                  |           |                            |
| Arribas 59’, 69’ | Marcatori | 14’ Diego López 63’ Guerra |

| Arbitro: | Alejandro Hernández Hernández |

|  |           |                  |
|  | Marcatori | 32’ C. Fernández |

| Arbitro: | Ricardo de Burgos Bengoetxea |

|                                  |           |  |
| Diao 41’ Roca 52’ Ezzalzouli 85’ | Marcatori |  |

| Arbitro: | Francisco José Hernández Maeso |

|                 |           |                 |
| D. Rodríguez 5’ | Marcatori | 48’ Diego López |

| Arbitro: | Pablo González Fuertes |

|                  |           |  |
| Gayà 4’ Duro 25’ | Marcatori |  |

| Arbitro: | Jorge Figueroa Vázquez |

|                               |           |                   |
| de Marcos 32’ Berenguer 90+7’ | Marcatori | 62’ Fran 68’ Duro |

| Arbitro: | Víctor García Verdura |

|                     |           |  |
| Pepelu 45+7’ (rig.) | Marcatori |  |

| Arbitro: | Sánchez Martínez |

|                                                |           |          |
| Carvajal 3’ Vinícius 42’, 49’ Rodrygo 50’, 84’ | Marcatori | 88’ Duro |

| Valencia 25 novembre 2023, ore 16:15 CET 14ª giornata | Valencia   | 0 – 0 referto | Celta Vigo | Mestalla (43 375 spett.)\| Arbitro: \| Soto Grado \| |
| Arbitro:                                              | Soto Grado |               |            |                                                      |

| Arbitro: | Villanueva |

|                 |           |          |
| Stuani 83’, 88’ | Marcatori | 57’ Duro |

| Arbitro: | Cuadra Fernández |

|                   |           |  |
| Borja Mayoral 87’ | Marcatori |  |

| Arbitro: | Ortiz Arias |

|               |           |                |
| Guillamón 70’ | Marcatori | 55’ João Félix |

| Arbitro: | Alberola Rojas |

|  |           |           |
|  | Marcatori | 61’ Canós |

| Arbitro: | Gil Manzano |

|                                            |           |               |
| Yaremchuk 4’ Pepelu 27’ (rig.), 57’ (rig.) | Marcatori | 73’ G. Moreno |

#### Girone di ritorno
| Arbitro: | de Mera Escuderos |

|                       |           |                                                    |
| R. Alcaraz 21’ (rig.) | Marcatori | 8’ Duro 52’ Diego López 90+4’ Guerra 90+8’ Vázquez |

| Arbitro: | Pulido Santana |

|          |           |  |
| Duro 61’ | Marcatori |  |

| Arbitro: | de Burgos Bengoetxea |

|                      |           |  |
| Lino 45+4’ Depay 57’ | Marcatori |  |

| Arbitro: | Muñiz Ruiz |

|                        |           |             |
| Duro 14’ Yaremchuk 23’ | Marcatori | 50’ Arribas |

| Arbitro: | Cuadra Fernández |

|                             |           |  |
| Á. Suárez 89’ Cardona 90+5’ | Marcatori |  |

| Valencia 17 febbraio 2024, ore 21:00 CET 25ª giornata | Valencia   | 0 – 0 referto | Siviglia | Mestalla\| Arbitro: \| Soto Grado \| |
| Arbitro:                                              | Soto Grado |               |          |                                      |

| Arbitro: | Hernández Hernández |

|  |           |                |
|  | Marcatori | 77’ A. Almeida |

| Arbitro: | Gil Manzano |

|                        |           |                     |
| Duro 27’ Yaremchuk 30’ | Marcatori | 45+5’, 76’ Vinícius |

| Arbitro: | Pulido Santana |

|          |           |  |
| Duro 40’ | Marcatori |  |

| Arbitro: | Figueroa Vázquez |

|               |           |  |
| J. Cuenca 54’ | Marcatori |  |

| Valencia 30 marzo 2024, ore 18:30 CET 30ª giornata | Valencia    | 0 – 0 referto | Maiorca | Mestalla\| Arbitro: \| Ortiz Arias \| |
| Arbitro:                                           | Ortiz Arias |               |         |                                       |

| Arbitro: | Munuera Montero |

|  |           |                |
|  | Marcatori | 18’ A. Almeida |

| Arbitro: | Busquets Ferrer |

|                   |           |                   |
| Pepelu 66’ (rig.) | Marcatori | 19’, 77’ A. Pérez |

| Arbitro: | De Burgos Bengoetxea |

|                                          |           |                            |
| F. López 22’ Lewandowski 49’, 82’, 90+3’ | Marcatori | 27’ Duro 38’ (rig.) Pepelu |

| Arbitro: | Melero López |

|  |           |                |
|  | Marcatori | 68’ Javi López |

| Valencia 12 maggio 2024, ore 18:30 CEST 35ª giornata | Valencia       | 0 – 0 referto | Rayo Vallecano | Mestalla (42 642 spett.)\| Arbitro: \| Pulido Santana \| |
| Arbitro:                                             | Pulido Santana |               |                |                                                          |

| Arbitro: | Soto Grado |

|                |           |  |
| André Silva 3’ | Marcatori |  |

| Arbitro: | Cuadra Fernández |

|                   |           |                                             |
| Pepelu 84’ (rig.) | Marcatori | 32’ Sávio 58’ Dovbyk 67’ (aut.) Gasiorowski |

| Arbitro: | Ortiz Arias |

|                                    |           |                                        |
| Iago Aspas 49’ (rig.) Douvikas 62’ | Marcatori | 5’ (aut.) C. Domínguez 60’ (rig.) Marí |

### Coppa di Spagna
| Arbitro: | Javier Iglesias Villanueva |

|  |           |                                 |
|  | Marcatori | 46’ P. Gozálbez 88’ Diego López |

| Arbitro: | Hernández Ramos |

|  |           |              |
|  | Marcatori | 8’ Yaremchuk |

| Arbitro: | Granel Peiró |

|           |           |                     |
| Ortuño 4’ | Marcatori | 73’ Canós 106’ Gayà |

| Arbitro: | Ricardo de Burgos Bengoetxea |

|                   |           |                                          |
| Pepelu 29’ (rig.) | Marcatori | 13’ De La Torre 18’ (rig.), 80’ Douvikas |

## Statistiche finali

### Statistiche di squadra
Statistiche aggiornate al 26 maggio   2024.
| Competizione | Punti | In casa | In casa | In casa | In casa | In casa | In casa | In trasferta | In trasferta | In trasferta | In trasferta | In trasferta | In trasferta | Totale | Totale | Totale | Totale | Totale | Totale | DR |
| Competizione | Punti | G       | V       | N       | P       | Gf      | Gs      | G            | V            | N            | P            | Gf           | Gs           | G      | V      | N      | P      | Gf     | Gs     | DR |
| ------------ | ----- | ------- | ------- | ------- | ------- | ------- | ------- | ------------ | ------------ | ------------ | ------------ | ------------ | ------------ | ------ | ------ | ------ | ------ | ------ | ------ | -- |
| Liga         | 49    | 19      | 8       | 6       | 5       | 20      | 14      | 19           | 6            | 4            | 9            | 20           | 31           | 38     | 13     | 10     | 15     | 40     | 45     | -5 |
| Coppa del Re | -     | 1       | 0       | 0       | 1       | 1       | 3       | 3            | 3            | 0            | 0            | 5            | 1            | 4      | 3      | 0      | 1      | 6      | 4      | +2 |
| Totale       | -     | 19      | 8       | 6       | 5       | 21      | 16      | 23           | 9            | 4            | 10           | 25           | 31           | 42     | 16     | 10     | 15     | 46     | 49     | -3 |

### Andamento in campionato
| Giornata  | 1 | 2 | 3 | 4  | 5 | 6 | 7 | 8 | 9 | 10 | 11 | 12 | 13 | 14 | 15 | 16 | 17 | 18 | 19 | 20 | 21 | 22 | 23 | 24 | 25 | 26 | 27 | 28 | 29 | 30 | 31 | 32 | 33 | 34 | 35 | 36 | 37 | 38 |
| --------- | - | - | - | -- | - | - | - | - | - | -- | -- | -- | -- | -- | -- | -- | -- | -- | -- | -- | -- | -- | -- | -- | -- | -- | -- | -- | -- | -- | -- | -- | -- | -- | -- | -- | -- | -- |
| Luogo     | T | C | T | C  | C | T | C | T | T | C  | T  | C  | T  | C  | T  | T  | C  | T  | C  | T  | C  | T  | C  | T  | C  | T  | C  | C  | T  | C  | T  | C  | T  | C  | C  | T  | C  | T  |
| Risultato | V | V | P | P  | V | N | P | P | N | V  | N  | V  | P  | N  | P  | P  | N  | V  | V  | V  | V  | P  | V  | P  | N  | V  | N  | V  | P  | N  | V  | P  | P  | P  | N  | P  | P  | N  |
| Posizione | 6 | 3 | 6 | 11 | 5 | 6 | 8 | 9 | 9 | 8  | 9  | 8  | 9  | 10 | 9  | 11 | 10 | 10 | 9  | 8  | 7  | 8  | 7  | 9  | 8  | 8  | 8  | 7  | 7  | 7  | 7  | 8  | 8  | 8  | 8  | 9  | 9  | 9  |

### Statistiche dei giocatori
| Giocatore        | Liga     | Liga | Liga        | Liga       | Coppa del Re | Coppa del Re | Coppa del Re | Coppa del Re | Totale   | Totale | Totale      | Totale     |
| Giocatore        | Presenze | Reti | Ammonizioni | Espulsioni | Presenze     | Reti         | Ammonizioni  | Espulsioni   | Presenze | Reti   | Ammonizioni | Espulsioni |
| ---------------- | -------- | ---- | ----------- | ---------- | ------------ | ------------ | ------------ | ------------ | -------- | ------ | ----------- | ---------- |
| A. Almeida       | 18       | 2    | 0           | 0          | 0            | 0            | 0            | 0            | 18       | 2      | 0           | 0          |
| S. Amallah       | 20       | 0    | 5           | 1          | 2            | 0            | 0            | 0            | 22       | 0      | 5           | 1          |
| M. Camus         | 0        | 0    | 0           | 0          | 1            | 0            | 0            | 0            | 1        | 0      | 0           | 0          |
| S. Canós         | 27       | 1    | 1           | 0          | 4            | 1            | 0            | 0            | 31       | 2      | 1           | 0          |
| T. Correia       | 31       | 0    | 3           | 1          | 3            | 0            | 0            | 0            | 34       | 0      | 3           | 1          |
| M. Diakhaby      | 14       | 1    | 5           | 0          | 1            | 0            | 0            | 0            | 15       | 1      | 5           | 0          |
| J. Doménech      | 2        | -3   | 0           | 0          | 4            | -4           | 0            | 0            | 6        | -7     | 0           | 0          |
| M. Domínguez     | 2        | 0    | 0           | 0          | 0            | 0            | 0            | 0            | 2        | 0      | 0           | 0          |
| H. Duro          | 37       | 13   | 4           | 0          | 2            | 0            | 0            | 0            | 39       | 13     | 4           | 0          |
| A. Fadal         | 0        | 0    | 0           | 0          | 1            | 0            | 0            | 0            | 1        | 0      | 0           | 0          |
| D. Foulquier     | 33       | 0    | 3           | 0          | 1            | 0            | 0            | 0            | 34       | 0      | 3           | 0          |
| Y. Gasiorowski   | 14       | 0    | 1           | 0          | 2            | 0            | 1            | 0            | 16       | 0      | 2           | 0          |
| J. Gayà          | 23       | 1    | 3           | 0          | 3            | 1            | 0            | 0            | 26       | 2      | 3           | 0          |
| H. González      | 8        | 0    | 0           | 0          | 1            | 0            | 1            | 0            | 9        | 0      | 1           | 0          |
| P. González      | 16       | 0    | 0           | 0          | 0            | 0            | 0            | 0            | 16       | 0      | 0           | 0          |
| P. Gozálbez      | 4        | 0    | 0           | 0          | 3            | 1            | 1            | 0            | 7        | 1      | 1           | 0          |
| J. Guerra        | 36       | 4    | 3           | 1          | 4            | 0            | 0            | 0            | 40       | 4      | 3           | 1          |
| H. Guillamón     | 26       | 1    | 7           | 0          | 4            | 0            | 0            | 0            | 30       | 1      | 7           | 0          |
| R. Iranzo        | 1        | 0    | 0           | 0          | 1            | 0            | 1            | 0            | 2        | 0      | 1           | 0          |
| D. López         | 36       | 3    | 2           | 0          | 3            | 1            | 0            | 0            | 39       | 4      | 2           | 0          |
| G. Mamardashvili | 37       | -40  | 2           | 1          | 0            | 0            | 0            | 0            | 37       | -40    | 2           | 1          |
| A. Marí          | 16       | 1    | 0           | 0          | 3            | 0            | 1            | 0            | 19       | 1      | 1           | 0          |
| C. Mosquera      | 36       | 0    | 2           | 0          | 2            | 0            | 0            | 0            | 38       | 0      | 2           | 0          |
| D. Otorbi        | 0        | 0    | 0           | 0          | 2            | 0            | 0            | 0            | 2        | 0      | 0           | 0          |
| C. Özkacar       | 23       | 0    | 2           | 0          | 2            | 0            | 1            | 0            | 25       | 0      | 3           | 0          |
| Gabriel Paulista | 18       | 0    | 6           | 1          | 1            | 0            | 0            | 0            | 19       | 0      | 6           | 1          |
| Pepelu           | 37       | 7    | 4           | 0          | 2            | 1            | 1            | 0            | 39       | 8      | 5           | 0          |
| F. Pérez         | 31       | 1    | 4           | 0          | 4            | 0            | 0            | 0            | 35       | 1      | 4           | 0          |
| C. Rivero        | 1        | -1   | 0           | 0          | 0            | 0            | 0            | 0            | 1        | -1     | 0           | 0          |
| C. Tárrega       | 1        | 0    | 0           | 0          | 1            | 0            | 0            | 0            | 2        | 0      | 0           | 0          |
| R. Yaremchuk     | 25       | 3    | 2           | 0          | 4            | 1            | 2            | 0            | 29       | 4      | 4           | 0          |
| J. Vázquez       | 20       | 1    | 1           | 0          | 3            | 0            | 0            | 0            | 23       | 1      | 1           | 0          |